# 羽咋市立羽咋中学校
羽咋市立羽咋中学校（はくいしりつ はくいちゅうがっこう）は、石川県羽咋市にある市立中学校。

## 通学区域
川原町、東川原町、松ヶ下町、柳橋町、鶴多町、御坊山町、旭町、本町、中央町、南中央町、島出町、的場町、東的場町、大川町、大川町一丁目、大川町二丁目、釜屋町、東釜屋町、西釜屋町、羽咋町、千里浜町、粟生町、兵庫町、新保町、粟原町、土橋町、立開町、石野町、深江町、若草町、次場町、吉崎町、三ツ屋町、太田町、千路町、柳田町、上中山町、一ノ宮町、寺家町、滝町、柴垣町、滝谷町、鹿島路町

## 主な卒業生
- 北卓也 - バスケットボール選手